# PinOut
PinOut — компьютерная игра, симулятор пинбола в неоновом стиле, разработанная шведской инди-студией Mediocre AB, авторами Smash Hit и Does Not Commute.

## Игровой процесс
В PinOut, как и в классическом пинболе, игрок должен отбивать металлический шар с помощью лапок-флипперов. Однако, в отличие от пинбола, поле игры бесконечно расширяется вертикально. Задача игрока — поднять шар как можно выше за отведённое время, для чего на поле располагаются дополнительные флипперы. Также на поле размещаются светящиеся белые точки; собрав их с помощью шара, игрок получит секунду дополнительного времени. Кроме того, дополнительное время может быть выиграно в мини-играх. В игре есть десять контрольных точек; в случае проигрыша игрок может совершить внутриигровую покупку и продолжить игру с последней контрольной точки.

## Оценки
PinOut получил оценку 81 из 100 на Metacritic, 90 из 100 на Pocket Gamer UK и 80 из 100 на TouchArcade.